# مرض القلب الرئوي
مرض القلب الرئوي والمعروف أيضا باسم القلب الرئوي هو حالة مرضية يحدث فيها تضخم وقصور في البطين الأيمن للقلب بسبب زيادة مقاومة الأوعية الدموية، كما في التضيق الرئوي، أو بسبب فرط ضغط الدم الرئوي.
يتسبب مرض القلب الرئوي الحاد في توسع حجم البطين عادة، ويُمثل هذا التوسع استجابة تَكَيُّفية لزيادة الضغط الرئوي الحاد، فيما يتسبب مرض القلب الرئوي المزمن في تضخم البطين الأيمن عادة، ويُمثل هذا التضخم استجابة تَكَيُّفية لزيادة الضغط الرئوي المزمن، حيث تزداد سماكة الخلايا العضلية لتقوى على ضخ الدم ضد المقاومة الكبيرة.
حتى يكتمل تصنيف مرض القلب الرئوي فإنه يجب أن يُنسب سبب حدوثه إلى الدورة الدموية الصغرى (وتُعرف أيضا بالدورة الدموية الرئوية)؛ ولذا فإن تضخم البطين الأيمن الناجم عن عيب جهازي (خارج الدورة الدموية الصغرى) يخرج من تصنيف مرض القلب الرئوي، حيث يرتبط القلب والرئة ارتباطًا وثيقًا؛ فعندما يصاب القلب بمرض ما، فإن الرئة تكون معرضة للخطر والعكس صحيح.[بحاجة لمصدر]

## العلامات والأعراض
تتراوح أعراض / علامات مرض القلب الرئوي وتعتمد على شدة المرض، ويمكن أن تشمل تراكم الدم في الجهاز الوريدي، وخصوصا الوريد الكبدي. ومع تقدم مرض القلب الرئوي فإن معظم المرضى يعانون من الآتي:
- ضيق في التنفس
- أزيز بالصدر
- زرقة بالجلد
- استسقاء بالبطن
- اليرقان
- تضخم بالكبد
- ارتفاع ضغط الوريد الوداجي
- وجود صوت قلبي ثالث، وأصوات قلب غير طبيعية.

## الأسباب
تشمل أسباب مرض القلب الرئوي ما يلي:
- متلازمة الضائقة التنفسية الحادة [10]
- داء الانسداد الرئوي المزمن [1]
- فرط ضغط الدم الرئوي الأولي
- جلطات دموية في الرئتين
- تقوس العمود الفقري
- مرض الرئة الخلالي
- التليف الكيسي
- الغرناوية [11]
- انقطاع النفس الانسدادي النومي
- فقر الدم المنجلي [12]

جلطة دموية

- خلل التنسج القصبي الرئوي (عند الرضع) [13]

## الفيزيولوجيا المرضية
تُشير الفيزيولوجيا المرضية لمرض القلب الرئوي إلى أن الزيادة في الحمل اللاحق للبطين الأيمن تؤدي إلى فشله (ويتضمن ذلك تضيق الأوعية الرئوية، واضطراب تشريحي في الأوعية الدموية الرئوية، وزيادة لزوجة الدم)، وكثيرا ما يتكيف البطين الأيمن مع هذا الحمل الزائد، ووفقًا لكثيرين فإن هذا الضغط الزائد هو الخطوة الأولى للتغييرات الحادثة في البطين الأيمن، وتشمل العوامل الأخرى ما يلي: 
- نقص التروية
- الالتهاب
- التلف التأكسدي
- التغيرات الجينية
- اضطرابات طاقة القلب

## التشخيص

قلب طبيعي (على اليسار) وبطين متضخم(على اليمين)

تشمل الفحوصات المستخدمة لتحديد سبب القلب الرئوي كل مما يلي: 
- تصوير الصدر بالأشعة السينية: وقد يظهر فيه تضخم البطين الأيمن، توسع الأذين الأيمن، بروز الشريان الرئوي.
- مخطط كهربائية القلب: ويظهر فيها تضخم البطين الأيمن، اضطراب نظم القلب، ظهور الموجة بي مرتفعة ارتفاع ذو شكل مميز (تعرف باسم الموجة بي الرئوية)
- فحص أهبة التخثر للكشف عن الجلطات الدموية الوريدية المزمنة (يشمل الفحص البروتين سي، البروتين إس، مضاد الثرومبين III، مستويات الهوموسيستين)

الموجة بي الرئوية

### التشخيص التفريقي
يُعد تشخيص مرض القلب الرئوي ليس بالأمر السهل، حيث يمكن أن تتشابه أعراض كل من أمراض القلب وأمراض الرئة، لذلك يشمل التشخيص التفريقي ما يأتي: 
- الورم المخاطي الأذيني
- فشل القلب الاحتقاني
- التهاب التامور المضيق
- اعتلال عضلة القلب الارتشاحي
- فشل القلب الأيمن (احتشاء البطين الأيمن)
- عيب الحاجز البطيني

## العلاج
يمكن أن يشمل علاج القلب الرئوي كل من المضادات الحيوية، الأدوية المؤثرة على اللإفرازات الشعبية، العلاج بالأكسجين، مدرات البول، القمعية، موسعات الأوعية، ومضادات التخثر. وقد أشارت بعض الدراسات إلى أن حقن Shenmai بجانب العلاج التقليدي تُعد آمنة وفعالة في مرض القلب الرئوي المزمن. 
تُستخدم مدرات البول لتقليل الضغط على القلب وإرهاقها، وغالبًا ما يكون الأكسجين مطلوبًا لتخفيف ضيق التنفس، بجانب أن الأكسجين الذي يصل إلى الرئتين يساعد أيضًا على استرخاء الأوعية الدموية ويخفف من قصور القلب الأيمن، كما يصف الأطباء الموسعات القصبية عند وجود أزيز بالصدر.
تستخدم مضادات التخثر عند وجود جلطات وريدية، كما يستخدم بزل الوريد في كثرة كريات الدم الحمر الثانوية الشديدة (بسبب نقص التأكسج)، مما يحسن من الأعراض على الرغم من عدم إثبات لزيادة معدل البقاء على قيد الحياة. وأخيرًا فإن زرع الرئة في الحالات المتأخرة يُعد خيارًا مطروحا أيضًا.

## علم الأوبئة
يُمثل مرض القلب الرئوي 7٪ من جميع أمراض القلب في الولايات المتحدة، غير أنه ليس من السهل حساب وفيات المرض، كونه قد يكون ناتج كأحد مضاعفات داء الانسداد الرئوي المزمن.